# Charles Watson-Wentworth
Charles Watson-Wentworth, 2e markies van Rockingham (Wentworth, 13 mei 1730 – Londen, 1 juli 1782) was een Brits Whig-politicus die onder meer eerste minister van Groot-Brittannië werd.

## Levensloop
Zijn vader Thomas zetelde in het House of Commons, waar hij behoorde tot de Whigs. Hij slaagde erin om in de adel verheven te worden en werd in 1746 benoemd tot markies. Charles Watson-Wentworth werd in 1738 toegelaten tot de Westminster School en diende tijdens de Jakobitische opstand van 1745 als kolonel in een regiment van vrijwilligers van het Britse leger. Hij studeerde aan het St John's College van de Universiteit van Cambridge.
Tussen 1746 en 1750 reisde hij door Europa en bezocht onder meer Genève en doorkruiste Italië. Na het overlijden van zijn vader in december 1750 werd hij markies en erfde heel wat landgoederen in Yorkshire. Daarnaast was Rockingham ook een belangrijk landeigenaar in Northamptonshire en Wicklow. Zijn fortuin breidde zich nog meer uit na zijn huwelijk met Mary Bright in 1752.
Net als zijn vader werd Rockingham nauw geassocieerd met politieke groepen rond Henry Pelham en diens oudere broer, de hertog van Newcastle. Zijn grondbezit gaf hem electorale invloed: zo kon hij via zijn invloed bepalen wie parlementslid kon worden in Yorkshire en andere gebieden waar hij veel land had. In de jaren 1750 was hij echter nog niet echt politiek actief. Zijn interesses gingen toen nog voornamelijk naar het beheren van zijn landgoederen en paardenraces.
In 1752 kreeg hij een functie in het koninklijke huishouden van koning George II. Toen de hertog van Newcastle in 1756 als premier ontslag nam, wilde hij uit solidariteit ontslag nemen uit zijn functie in het koninklijk huishouden, maar hij besloot het uiteindelijk niet te doen. Nadat hij een vrijwilligersleger oprichtte uit schrik voor een eventuele Franse invasie van Engeland tijdens de Zevenjarige Oorlog, werd hij in 1760 geëerd met het ridderschap in de Orde van de Kousenband.
Datzelfde jaar overleed koning George II en besteeg diens kleinzoon George III de Britse troon. Dit betekende een periode van een ernstige politieke verandering. Rockingham en andere Whigs zoals de hertog van Newcastle, waren erg ongerust over de groeiende invloed van John Stuart, de derde graaf van Bute, aan het hof. Ze vreesden bijvoorbeeld dat Bute en George III van plan waren om de politieke positie van belangrijke aristocratische families die voor de Whigs waren te ondermijnen. Nadat Newcastle in 1762 voor de tweede keer ontslag nam als premier, nam Rockingham deze keer wel ontslag uit zijn functie in het koninklijke huishouden en werd ook ontslagen als militair gouverneur van North- en South-Riding in Yorkshire, een functie die hij al sinds 1751 uitoefende. Dit kwam omdat de koning alle aanhangers van Newcastle uit hun belangrijke posities wilde ontslaan. Ook steunde Rockingham de parlementaire oppositie tegen de opeenvolgende premiers Bute en George Grenville de komende drie jaar.
In de zomer van 1765 ontsloeg George III uit ontevredenheid premier Grenville. Rockingham was een van de oppositieleiders die graag het premierschap wilde overnemen. Uiteindelijk kreeg Rockingham het premierschap en werd tevens minister van Financiën. Dit kwam andere mogelijke kandidaten afwezig waren: de hertog van Devonshire, premier van 1756 tot 1757, was reeds overleden en Newcastle werd te bejaard beschouwd om het premierschap over te nemen. Net zoals vele 18e-eeuwse Britse regeringen was het een coalitieregering die bevoegd was om zich bezig te houden met de toenemende crisis in de Noord-Amerikaanse koloniën door het invoeren van de Stamp Act onder Grenville. Toch pasten ze het principe dat het parlement het recht had om extra belastingen in de koloniën te heffen niet aan.
George III aarzelde echter om Rockingham voluit te steunen. De koning was ontevreden over de weigering van Rockingham om enkele politieke medestanders van Bute in de regering op te nemen en ontsloeg hem daarom in juli 1766. De nieuwe regeringsleider werd William Pitt de Oudere. Rockingham was opgelucht dat zijn premierschap beëindigd was, maar had geen zin om een permanente oppositiepartij te vormen. Nadat Edmund Burke de publicatie Thoughts on the Present Discontents (Gedachten over de huidige ontevredenheid) uitgaf, betekende dit een enorme boost voor de ideologische posities van de Whigs. Burke, privésecretaris van Rockingham, ontwikkelde de visie dat de politieke turbulentie en de verdeeldheid in de jaren 1760 ontstaan was door de slechte invloed van Bute, die nog steeds invloed uitoefende op de koning.
Door gezondheidsproblemen kon Rockingham in de jaren 1770 onregelmatig oppositie voeren. Hij sprak zich uit tegen de handelingen van Lord North in verband met Amerikaanse zaken, ijverde voor het uitbreken van de Amerikaanse Onafhankelijkheidsoorlog voor verzoening en handelsakkoorden met Amerika, was een voorstander voor het opheffen van de burgerlijke ongelijkheid tussen protestanten en katholieken en wilde ministeriële buitensporigheden door economische hervormingsmaatregelen inperken. Hij was echter terughoudend om het parlement meer macht te geven.
In maart 1782 nam premier North ontslag na een Britse nederlaag bij de Amerikaanse Onafhankelijkheidsoorlog. Als leider van de oppositie werd Rockingham benoemd tot de nieuwe premier en werd ook minister van Financiën. In zijn regering waren de graaf van Shelburne en Charles James Fox de belangrijkste politici. Het tweede premierschap van Rockingham was van korte duur en hij overleed in juli 1782. Na zijn dood kwam er opnieuw een periode van ministeriële instabiliteit en verdeeldheid tussen de politieke groepen. Tijdens zijn korte tweede ambtstermijn voerde hij belangrijke maatregelen door in verband met economische hervormingen en gaf hij meer wetgevende autonomie aan Ierland.